# Garami Ernő
Garami Ernő (szül. Grünbaum, Budapest, 1876. december 13. – Budapest, 1935. május 28.) magyar szociáldemokrata politikus, miniszter, egy időben a Népszava és a Szocializmus főszerkesztője.

## Gyermek és ifjúkora
Szülei Csehországból települtek Magyarországra, jól működő kávéházat vezettek a Kálvin téren, de apja, Garami Eduárd betegsége, majd halála miatt tönkrementek. A három testvér közül a legidősebb, Ernő, ezt követően tanulta ki a műszerész szakmát, majd munkavállalási céllal Németországba utazott, ahol több írása is megjelent szociáldemokrata folyóiratokban.

## Szociáldemokrata munkásvezérként
1898-ban tért haza és 1919-ig az MSZDP meghatározó politikusaként tevékenykedett. Volt a napilappá alakuló Népszava főszerkesztője, 1906-tól pedig Kunfi Zsigmonddal közösen szerkesztették az MSZDP elméleti folyóiratát, a Szocializmust. Ebben az időben szépírói munkásságot is folytatott, novellái jelentek meg a Népszavában, a Vígszínház pedig 1908-ban mutatta be A megváltás felé című drámáját. A polgársággal való szövetség támogatója volt.

## Az első köztársaság minisztereként
Garami Ernő a Károlyi-, majd a Berinkey-kormányban 1918. október 31-től 1919. március 21-ig kereskedelemügyi miniszter volt, álláspontja szerint nem volt realitása adott korban a proletárforradalomnak, ezért következetesen elutasított minden ilyen irányú törekvést. 1919. március 21-én már be sem vonták a szociáldemokraták és kommunisták közti egyeztetésekbe, fiának emlékiratai szerint, amikor értesült arról, hogy a Kommunisták Magyarországi Pártja és a Magyarországi Szociáldemokrata Párt Magyarországi Szocialista Párt néven egyesült, akkor kijelentette: olyan pártnak nem kíván tagja lenni, amely éppen a demokrata szót hagyja el a nevéből. Bécs érintésével Svájcba utazott.

## Emigrációban
A Magyarországi Tanácsköztársaság bukása után a Peidl-kormányban (1919. augusztus 1–6.) megkapta az igazságügy miniszteri posztot, de nem fogadta el. Amikor Friedrich István került puccsszerűen kormányra, Garami rövid ideig Bécsben tartózkodott. Hazatérte után az MSZDP nevében több alkalommal is tárgyalt Horthy Miklóssal a Nemzeti Hadsereg bevonulásáról. 1919 novemberében, tartva a fehérterror különítményeseinek bosszújától, ismét külföldre ment és 1921-ben Bécsben Lovászy Mártonnal együtt megindította a Jövő című lapot. Bécsben megjelent cikkei miatt perbe fogták, csak 1929-ben térhetett haza.

## Újra az MSZDP-ben, a párton belüli elszigetelődése
Itthon rossz egészségi állapota ellenére is komoly munkát végzett. Nagy szerepe volt a munkanélküliek 1930. szeptember 1-jei tüntetése megszervezésében, előkészítésében, a Népszavában ismét gyújtó hangú írásai jelentek meg (Ki az utcára – 1930. augusztus). Az MSZDP vezetőségének harcias politikája nem tetszett, így fokozatosan elszigetelték és kiszorították a pártvezetésből. 1931 januárjában távozott ismét Magyarországról.

## Utolsó évei és halála
Bécsben elszegényedve, egyre betegebben élt. Az osztrák szociáldemokrata felkelés bukása után 1934-ben visszatért Budapestre, ahol 1935. május 28-án elhunyt.

## Emlékezete
- 1947 és 1951 között tér viselte nevét a Petőfi híd budai hídfőjénél. (Azóta neve Goldmann György tér.)[4]
- Megítélése 1956-ot követően sem változott meg, emiatt nem kaphatott díszsírhelyet a Munkásmozgalmi Panteonban. Az 1950-es évektől a rendszerváltásig hivatalos álláspont szerint Garami "a forradalmi megmozdulásokat hátráltató jobboldali szociáldemokrata" volt.[5]
- 2013 januárjában állampolgári kezdeményezés történt a Fiumei úti sírkertben lévő sírhelyének védetté nyilvánítására, de a Boross Péter vezette Nemzeti Emlékhely és Kegyeleti Bizottság a beadványt elutasította.[6]

## Magánélete

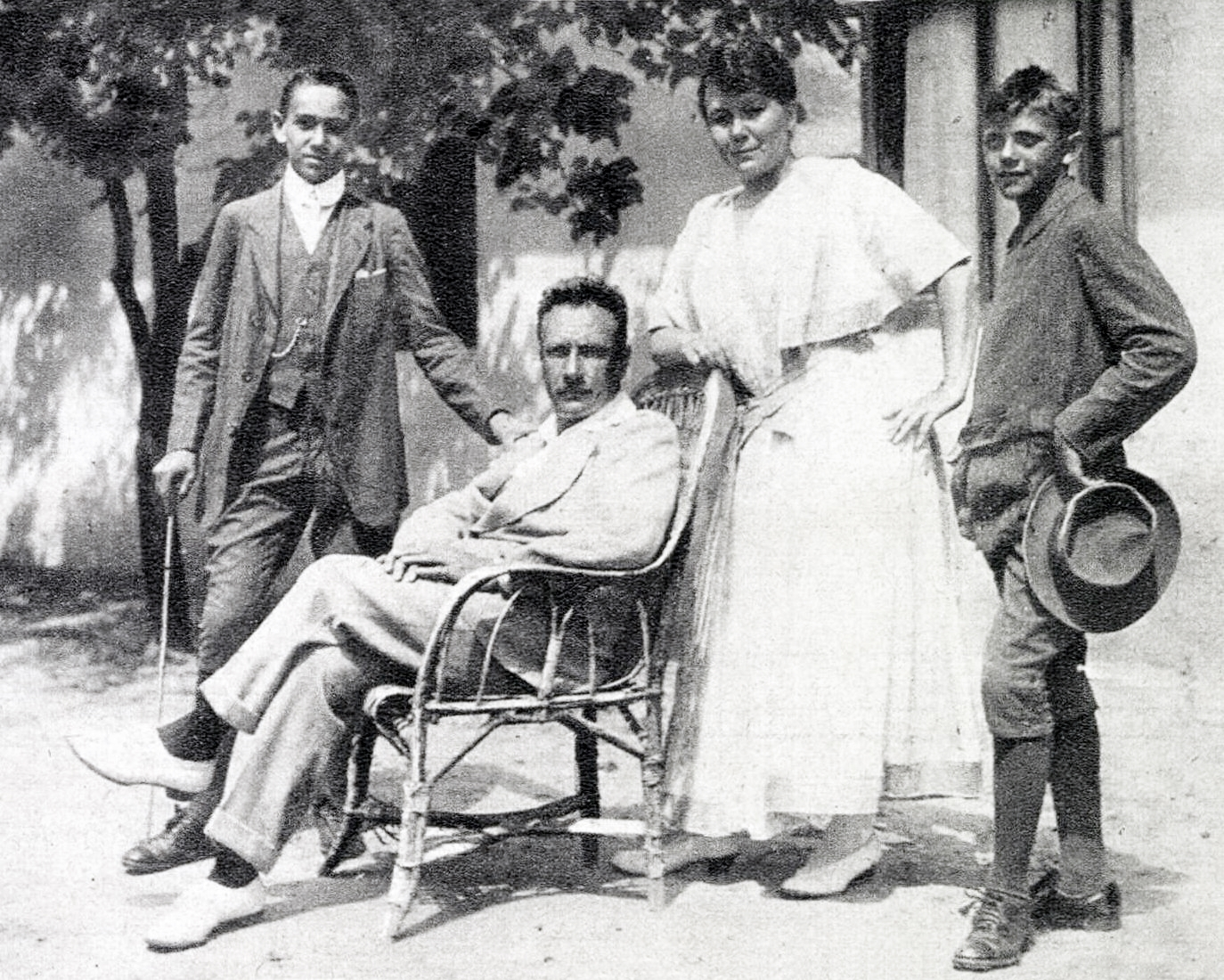
Feleségével és két fiával 1917-ben

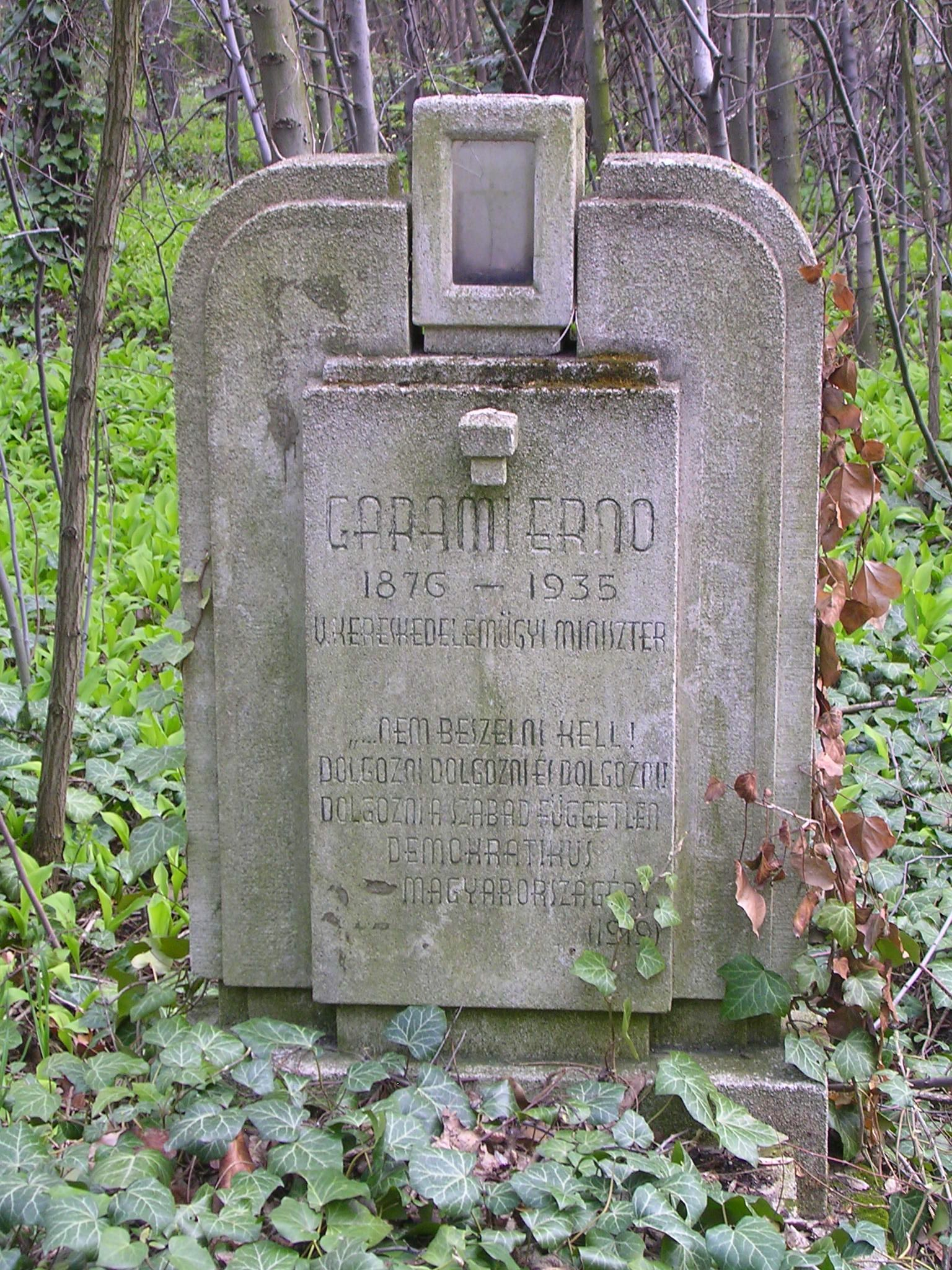
Sírja a Fiumei úti sírkertben (46-13-17)

Házasságából két fia született, Garami Ernő Tibor és Garami Ervin. Unokája Budapesten él, dédunokái Svájcban.

## Művei
- Hazafiság és nemzetköziség (Bp.,191?)
- Mit olvassunk?; előszó Garami Ernő; Népszava, Bp., 1908 (Modern irodalom)
- A megváltás felé. Színmű; Faragó Zsigmond, Bp., 1908
- Marx és Engels élete (Bp., 1909)
- Választójog és tömegsztrájk (Bp., 1913)
- Az osztályharc (Bp., 1914)
- A politikai harc és munkásság (Bp., 1918)
- Forrongó Magyarország. Emlékezések és tanulságok (Leipzig-Wien, 1922)
- Szociáldemokrácia; Világosság Ny., Bp., 1940 (A szocialista tudás könyvtára)
- Mi az osztályharc?; Népszava, Bp., 1945 (A szocialista tudás könyvtára)
- Forrongó Magyarország. Emlékezések és tanulságok; Primusz, Bp., 1989